# Isoetes cristata
Isoetes cristata är en kärlväxtart som beskrevs av C. R. Marsden och Chinnock. Isoetes cristata ingår i släktet braxengräs, och familjen Isoetaceae. Inga underarter finns listade i Catalogue of Life.